# Margarita María López de Maturana Ortiz de Zárate
María Pilar López de Maturana Ortiz de Zárate, M.M.B. řeholním jménem Margarita María (25. července 1884, Bilbao – 23. července 1934, Bérriz) byla španělská římskokatolická řeholnice, zakladatelka a členka kongregace Mercedariánských misijních sester. Katolická církev ji uctívá jako blahoslavenou.

## Život
Narodila se dne 25. července 1884 v Bilbau jako poslední z pěti dětí Vicenta Lópeze de Maturana a Juany Ortiz de Zárate. Byla dvojčetem, její dvojče byla Leonor (1884–1931), která se později stala karmelitkou.
Roku 1900 nastoupila na internátní školu, vedenou řádem mercedariánů. Dne 10. srpna 1903 vstoupila do noviciátu mercedarů v klášteře Vera Cruz v Bérriz a přijala řeholní jméno Margarita María. Poté učila a později sloužila na postu ředitelky, ale roku 1922 musela práci opustit poté, co u ní byl nalezen žaludeční vřed.
Roku 1920 organizovala založení misijního spolku "Juventud Mercedaria Misionera de Bérriz". Roku 1926 bylo její klášterní komunitě povoleno opustit klášter a zakládat nové misijní stanice. Byly zorganizovány misijní cesty do Wu-chu v Číně (1926), na Mariánské ostrovy (1927) a na Karolínské ostrovy v Japonsku (1928). V té době se stala představenou kláštera v Bérriz a z této funkce tyto misijní cesty organizovala. Roku 1930 založila ženskou řeholní kongregaci Mercedariánských misijních sester, do které celá komunita kláštera, který vedla, přestoupila. Jí založená kongregace klade oproti řádu mercedariánů větší důraz na misijní apoštolát. Stala se první generální představenou své kongregace a podnikla dvě cesty do jižního Pacifiku, ale její žaludeční vřed vedl k rakovině žaludku, pročež byla nucena vrátit se do domovského kláštera.
Zemřela na rakovinu žaludku dne 23. července 1934 v Bérriz.

## Úcta
Její beatifikační proces započal dne 25. října 1961, čímž obdržela titul služebnice Boží. Dne 16. března 1987 ji papež sv. Jan Pavel II. podepsáním dekretu o jejích hrdinských ctnostech prohlásil za ctihodnou. Dne 28. dubna 2006 byl uznán zázrak na její přímluvu, potřebný pro její blahořečení.
Blahořečena pak byla dne 22. října 2006 v katedrále sv. Jakuba v Bilbau. Obřadu předsedal jménem papeže Benedikta XVI. kardinál José Saraiva Martins.
Její památka je připomínána 23. července. Bývá zobrazována v řeholním oděvu. Je patronkou jí založené kongregace.